# دان إينوسانتو
دان إينوسانتو (بالإنجليزية: Dan Inosanto؛ مواليد 1936) هو مُقاتل فنون قتالية مختلطة أمريكي.

## وصلات خارجية
- دان إينوسانتو على موقع IMDb (الإنجليزية)
- دان إينوسانتو على موقع روتن توميتوز (الإنجليزية)
- دان إينوسانتو على موقع ألو سيني (الفرنسية)
- دان إينوسانتو على موقع قاعدة بيانات الأفلام السويدية (السويدية)
- دان إينوسانتو على موقع قاعدة بيانات الفيلم (الإنجليزية)
- دان إينوسانتو على موقع كينوبويسك (الروسية)